# 高原恭平
高原 恭平（たかはら きょうへい、1996年 - ）は、日本の学生運動家。2018年から2021年まで中核派系の全日本学生自治会総連合（全学連）委員長を務めたが、同年3月に方針の違いにより解任された。

## 経歴
小学生のときに政治に興味を持ち、小泉内閣で弱者が虐げられていると感じたという。私立武蔵高等学校時代にはマルクスやレーニンの書籍を読み、社会主義への関心を持った。
2015年に東京大学教養学部に入学した。学生自治会費の集金方法に不透明さがあって問題があると感じ、それを変えるために教養学部学生自治会で副会長に就任した。SEALDsのデモ活動や、共産党の街頭主義に違和感を持ち、デモでは何も変えられないとノンセクトで学生運動を行なっていた。一人でビラをまいていたところ、SNSを通じて中核派の勧誘を受ける。
2017年に中核派に加入した。同派では約40年ぶりの現役東大生とされる。
2018年9月に中核派系全学連の委員長に就任した際には、現役の東大生である事の他、中核派系全学連の委員長にもかかわらず、退学処分を受けておらず、逮捕歴もないという部分もメディアから注目された。2019年、2020年と委員長に再任されている。
2020年9月に革共同を、2021年2月にマルクス主義学生同盟を脱退した。いずれも2021年3月に本人名義で公表した文書に述べられている。同文書では、「簡単に言えば、2021年3月8日以降は、革共同およびその関連団体との間に名実いずれも関係を持たなくなりました」とも述べている。全学連中央執行委員会は3月15日、高原の委員長職の辞任を認めず、解任の上、全学連から追放すると発表した。
なお、高原は中核派からの離脱に際し、「共産趣味者たちに消費されるつもりはない」と述べ、共産趣味に対しては不快感、嫌悪感をあらわにしている。